# Маршан, Теобальд
Теоба́льд Ила́рий Марша́н (фр. Theobald Hilarius Marchand; 1741, Страсбург — 22 ноября 1800, Мюнхен) — французский, затем немецкий актёр, певец и театральный деятель. Отец Маргареты Данци и Генриха Маршана.

## Биография
Маршан приехал в Париж в семнадцать лет с целью изучать медицину, но, увлёкшись комическими операми, стал певцом и актёром. Состоял в труппе Себастьяни, бывшей в 1764 году в Рейнской области. К 1771 году он стал уже руководителем труппы, выступавшей преимущественно в Майнце, но также в Страсбурге, Мангейме и Франкфурте. В 1774 году поставил «Альцесту» Антона Швейцера. Выступления 1775 года в Мангейме имели такой успех, что побудили курфюрста Карла Теодора основать Народный театр, первым директором которого стал Маршан. В 1778 году труппа последовала за переехавшим в Мюнхен двором. Маршан отошёл от дел в 1793 году, хотя продолжал играть комические роли отцов почти до самой смерти.

## Значение
Труппа Маршана была одной из первых, исполнявших французские лёгкие оперы в немецком переводе. Были опубликованы три тома либретто под общим заголовком «Собрание комических оперетт <…>, поставленных под управлением г-на Маршана» (Sammlung der komischen Operetten <...> unter der Direktion des Herrn Marchand aufgeführt; Франкфурт, 1772). Среди прекрасных певиц труппы Маршана была Магдалена Брошар (певшая субретку), которая стала его женой. Именно благодаря постановкам Маршана (во Франкфурте и, возможно, в Страсбурге) Гёте обратил внимание на французскую оперу.

## Семья
- Жена — Маргарета Брошар (Brochard). По меньшей мере три ребёнка:
  - Мария Маргарета (1768—1800) — певица и композитор. Ученица Леопольда Моцарта, жена Франца Данци.
  - Генрих Вильгельм Филипп (1769—1812) — скрипач, пианист и композитор. Также ученик Леопольда Моцарта.
  - Даниэль Эрнст Генрих Ламберт (крещён 15 декабря 1770) — виолончелист. По словам Леопольда Моцарта, достиг полного владения инструментом к шестнадцати годам[источник не указан 3280 дней]. Больше о нём ничего не известно.